# Dominik Lasok
Dominik Lasok (ur. 4 stycznia 1921 w Turzy Śląskiej, zm. 11 kwietnia 2000 w Exeter, Wielka Brytania) – polski i brytyjski prawnik i filozof, specjalista prawa europejskiego.

## Życiorys
Urodził się 4 stycznia 1921 r. w rodzinie działacza śląskiego Alojzego Lasoka i Albiny z Przybyłów. Wychowywał się w Turzy Śląskiej wsi leżącej na Górnym Śląsku na ziemi wodzisławskiej. Był najmłodszym spośród siedmiorga rodzeństwa. Po ukończeniu szkoły powszechnej w Turzy Śląskiej kontynuował naukę w Państwowym Gimnazjum w Rybniku, wybuch II wojny światowej sprawił, że przerwał naukę. Po przeszkoleniu wojskowym uczestniczył w obronie Lwowa, a następnie dostał się do niewoli, z której zbiegł. Powrócił na Górny Śląsk.
Na początku 1940 przedostał się do Francji, gdzie ochotniczo wstąpił do powstającego tam wojska polskiego. Został wcielony do 2 Dywizji Strzelców Pieszych, w której walczył aż do kapitulacji. Znalazł się wówczas w Szwajcarii, gdzie zdał egzamin dojrzałości i rozpoczął studia w zakresie prawa, na Uniwersytecie we Fryburgu. W 1944 uzyskał dyplom „Licencié en droit”, a następnie zaciągnął się do 2 Warszawskiej Dywizji Pancernej.
Dwa lata później zamieszkał w Wielkiej Brytanii. Uzupełniał wykształcenie studiując adwokaturę na Durham University, w 1954 uzyskał stopień doktora filozofii. Od 1958 był adiunktem prawa porównawczego na University of Exeter, w 1961 po raz pierwszy od II wojny światowej odwiedził rodzinne strony. W 1968 uzyskał etat profesora, cztery razy był wybierany na dziekana wydziału prawa. Również od 1968 był członkiem korespondentem Polskiego Towarzystwa Naukowego na Obczyźnie, w 1970 przedstawił na Polskim Uniwersytecie Na Obczyźnie rozprawę habilitacyjną. W 1972 otrzymał od prezydenta RP na uchodźstwie propozycje objęcia teki Ministra Spraw Zagranicznych, ale odmówił uznając, że taka funkcja ograniczyłaby mu karierę naukową. W tym samym roku zorganizował i objął stanowisko kierownika w pierwszym brytyjskim Centrum Prawa Europejskiego, w 1982 otrzymał zaszczytny tytuł Radcy Królewskiego (Queen’s Counsel). Rok później został uhonorowany Orderem Palm Akademickich, a w 1987 honorowym członkiem palestry stanu Wirginia oraz doktorem Doctor honoris causa Uniwersytetu im. Adama Mickiewicza w Poznaniu. Ponadto posiadał liczne wyróżnienia i tytuły, m.in. honorowe doktoraty Université d’Aix-Marseille III i Uniwersytetu Stambulskiego. Biegle władał językiem angielskim, francuskim, włoskim i niemieckim, dzięki czemu jako profesor wizytujący prowadził wykłady na wielu uczelniach m.in. w Kanadzie, Stanach Zjednoczonych, Szwajcarii, Włoszech, Turcji, Francji, Irlandii, Singapurze i Japonii. W Polsce wykładał na Uniwersytecie Jagiellońskim, Uniwersytecie im. Adama Mickiewicza w Poznaniu i Uniwersytecie Mikołaja Kopernika w Toruniu. Na emeryturę przeszedł w 1986, w 1999 został przez Prezydenta Rzeczypospolitej Polskiej odznaczony Krzyżem Oficerskim Orderu Zasługi RP. 10 listopada 2009 r. został patronem Gimnazjum w Turzy Śl. Na miejscowym
cmentarzu upamiętnia go tablica na rodzinnym grobie.

## Publikacje
W języku angielskim:
- „The Law and Institution of the European Communities”,
- „Polish Family Law”,
- „Polish Civil Law”,
- „Fundamental Rights”,
- „Fundamental Duties”,
- „The Law of the Economy in the European Communities”,
- „Les Communautes Europeennes en Fonctionnement”

W języku polskim:
- „Zarys prawa Unii Europejskiej”
- „Prawo gospodarcze”.